# Jérôme Boateng
Jérôme Agyenim Boateng (n. 3 septembrie 1988, Berlinul Occidental, Germania sub ocupație aliată) este un fotbalist german, care joacă pe post de fundaș central sau fundaș la LASK Linz în Bundesliga. Pe plan internațional, are prezențe la națională pentru Germania, Germania Sub-21⁠(d), Germania U17⁠(d), Germania U19⁠(d), Germania U17⁠(d) și Germania U17⁠(d).
Cu naționala Germaniei a câștigat campionatul mondial din 2014.
Boateng și-a început cariera la Hertha Berlin, unde s-a impus încă din primii ani de fotbal. După un sezon petrecut la Hertha el a semnat un contract cu Hamburger SV, unde a făcut parte din lotul care a ajuns de două ori consecutiv în semi-finalele Cupa UEFA respectiv Europa League.
A făcut de asemenea parte din echipa națională de juniori U-21, cu care a câștigat Campionatul European de juniori.

## Familia
Mama sa este de origine germană iar tatăl său este originar din Ghana. Tatăl său, Kevin-Prince Boateng, a plecat din Ghana în anul 1981 sperând la o viață mai bună în Germania.
Jérôme Boateng are o soră, Avelina, și doi frați: Kevin-Prince și George Boateng.
Inițial el a avut o relație bună cu fratele său, Kevin-Prince, dar a declarat pentru Bild că s-a supărat pe el după faultul comis asupra lui Michael Ballack din finala FA Cup. Mijlocașul german a ratat astfel Cupa Mondială 2010.

## Cariera de club

### Hertha BSC
Boateng a avut primul contact cu Hertha la vârsta de 13 ani, din 2002 până în 2007. După ce a făcut parte din lotul de tineret al clubului a primit convocare la echipa mare pe 31 ianuarie 2007. El a debutat într-un meci contra Hannover 96 după care a devenit titular incontestabil la vârsta de 18 ani.

### Hamburger SV
Cei de la Hamburger SV i-au remarcat talentele și l-au cumpărat în vara anului 2007 pentru suma de 1.1 milioane de euro.
El a petrecut 3 ani frumoși la Hamburg fiind o piesă importantă din lotul echipei germane contribuind la calificarea din semi-finalele Cupa UEFA respectiv Europa League. După ce a impresionat și aici a fost convocat în lotul național al Germaniei.

### Manchester City
În vara anului 2010 cei de la Manchester City au confirmat transferul fundașului german pentru suma de 10.4 milioane de lire sterline. Boateng a semnat un contract valabil cinci ani.
El și-a făcut debutul la echipa engleză în amicalul contra Valenciei contribuind la golul înscris de Gareth Barry.
El a suferit o accidentare le genunchi la meciul amical al naționalei contra Danemarca. Accidentarea sa s-a agravat în avion unde s-a ciocnit cu o masă cu roți care transporta sucuri.

## Palmares
- Germania - Campionatul din 2005 Juniori B (U17) (Hertha Berlin)
- Câștigător al Campionatul European U-21: 2009
- Medalia Fritz-Walter - Bronz 2007
- Campionatul Mondial 2010 - Germania - Locul 3